# Karl Lustig-Prean
Karl Lustig-Prean von Preanfeld und Fella, Pseudonym Erwin von Janischfeld, seit den Adelsaufhebungsgesetzen in Österreich und der Tschechoslowakei 1919 Karl Lustig-Prean, (geboren 20. Jänner 1892 in Prachatitz, Österreich-Ungarn; gestorben 22. Oktober 1965 in Wien) war ein österreichischer Theaterdirektor und -intendant sowie Opernregisseur, Musikschriftsteller und Journalist.

## Leben
Karl Lustig-Prean von Preanfeld und Fella studierte zunächst Jus und ging dann an die Theresianische Militärakademie in Wiener Neustadt. Er war im Ersten Weltkrieg Offizier im k.u.k. Kriegspressequartier und organisierte Fronttheater. 1918/19 war er Chefredakteur der antisemitischen Zeitung Deutsches Volksblatt in Wien. 1919 wurde er unter Friedrich Weingartner stellvertretender Direktor der Volksoper Wien, an der er auch Regie führte. Danach ging er als Direktor 1924 nach Bozen, war 1926 Intendant in Graz, von 1929 bis 1931 am Theater Augsburg, 1931 in Bern und 1934 wieder an der Volksoper. In der Tschechoslowakei wurde er 1935 aktives Mitglied der Deutschen Christlich-Sozialen Volkspartei und 1935 Chefredakteur ihres Organs Deutsche Presse.
1937 emigrierte er ins brasilianische Exil, wo er in São Paulo bis 1948 als Opernregisseur wirkte und in verschiedenen deutsch-österreichischen Emigrantengruppen aktiv wurde. Unter anderem war er zeitweise Vizepräsident im Lateinamerikanischen Komitee der Freien Deutschen.
1948 entschied er sich für eine Rückkehr nach Wien und war von 1949 bis 1959 Direktor des Wiener Konservatoriums sowie von 1950 bis 1957 Vorsitzender des Direktionsrats der Wiener Symphoniker. Leiter des Stadttheater in Baden war er von 1959 bis 1962. Er erhielt 1962 das Ehrenkreuz für Wissenschaft und Kunst.
Verheiratet war er mit der Opernsängerin Charlotte Silbiger.

## Werke (Auswahl)
- Lustig-Peans Lachendes Panoptikum, Frankfurt-Wien 1952.